# Centro de mesa

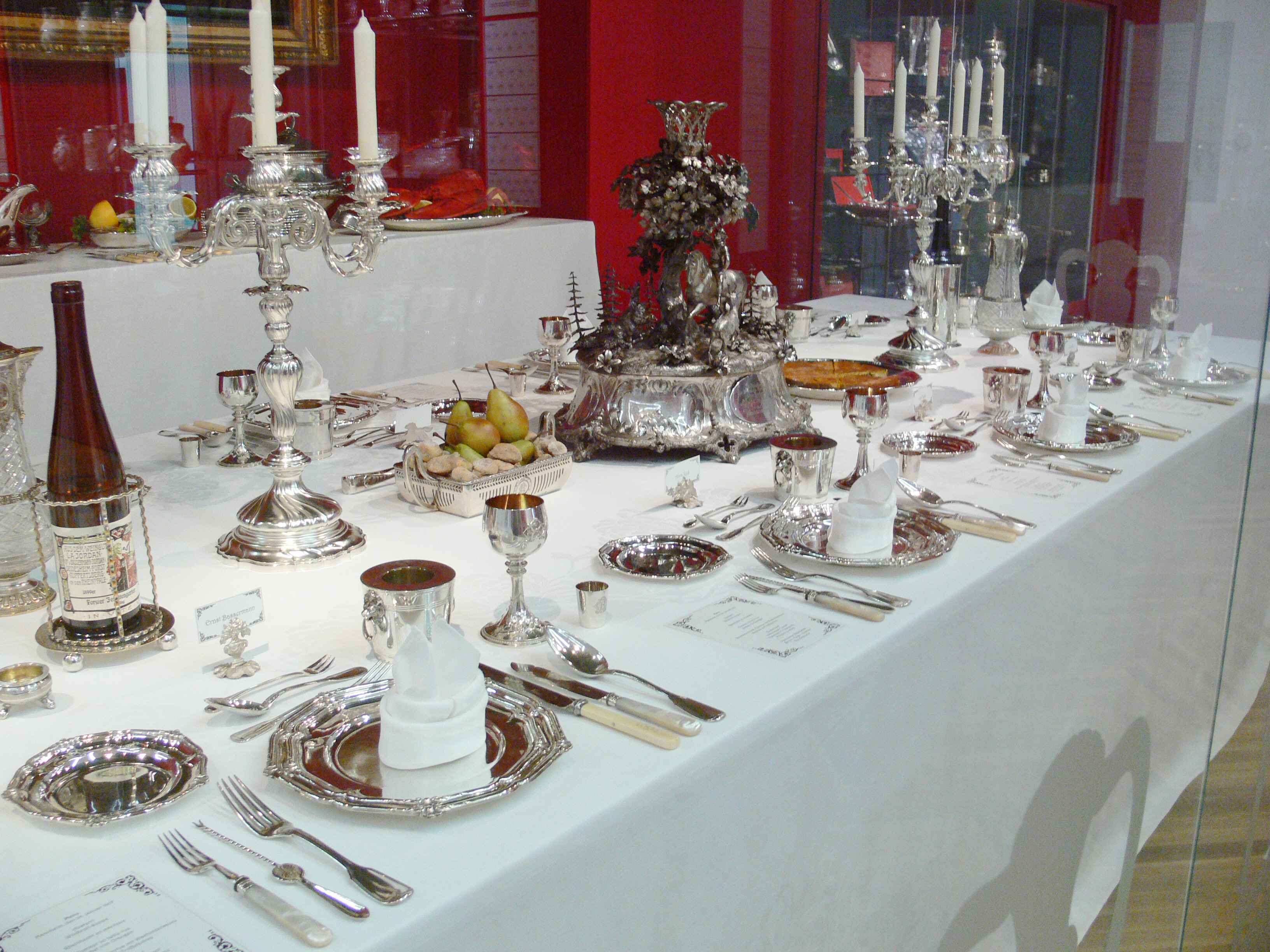
Decoración con varios centros de mesa

Un centro de mesa es un elemento decorativo que se coloca en el centro de las mesas que se han dispuesto para comer. 
El objeto de los centros de mesa es mejorar la estética de la mesa en combinación con el resto de los elementos que las componen, fundamentalmente, la vajilla, la mantelería y la cubertería. Los centros aportan personalidad a la mesa y pueden tener un contenido temático adaptado a la estación del año o a la festividad o celebración que se lleva a cabo: Navidad, halloween, banquete de bodas, etc. 
Los centros de mesa pueden estar compuestos por multitud de elementos entre los que gozan de especial relevancia los naturales: flores, frutas, hortalizas, ramas, pequeñas plantas, etc. Los centros más efectivos se componen de una estética combinación de flores o frutas de temporada. La sencillez de su elaboración, los convierten en habituales objetos de manualidades. Las velas son otro elemento que aporta a la mesa una iluminación suave e intimista. Son especialmente adecuadas para la decoración de cenas, sobre todo, si se van a hacer en el exterior. A menudo, se combinan con flores y plantas naturales o artificiales, con piedras e incluso se pueden hacer flotar en un cuenco con agua junto con hojas o frutas. Los centros también pueden consisitir en fuentes artísticas, soperas, candelabros u otros elementos decorativos. 

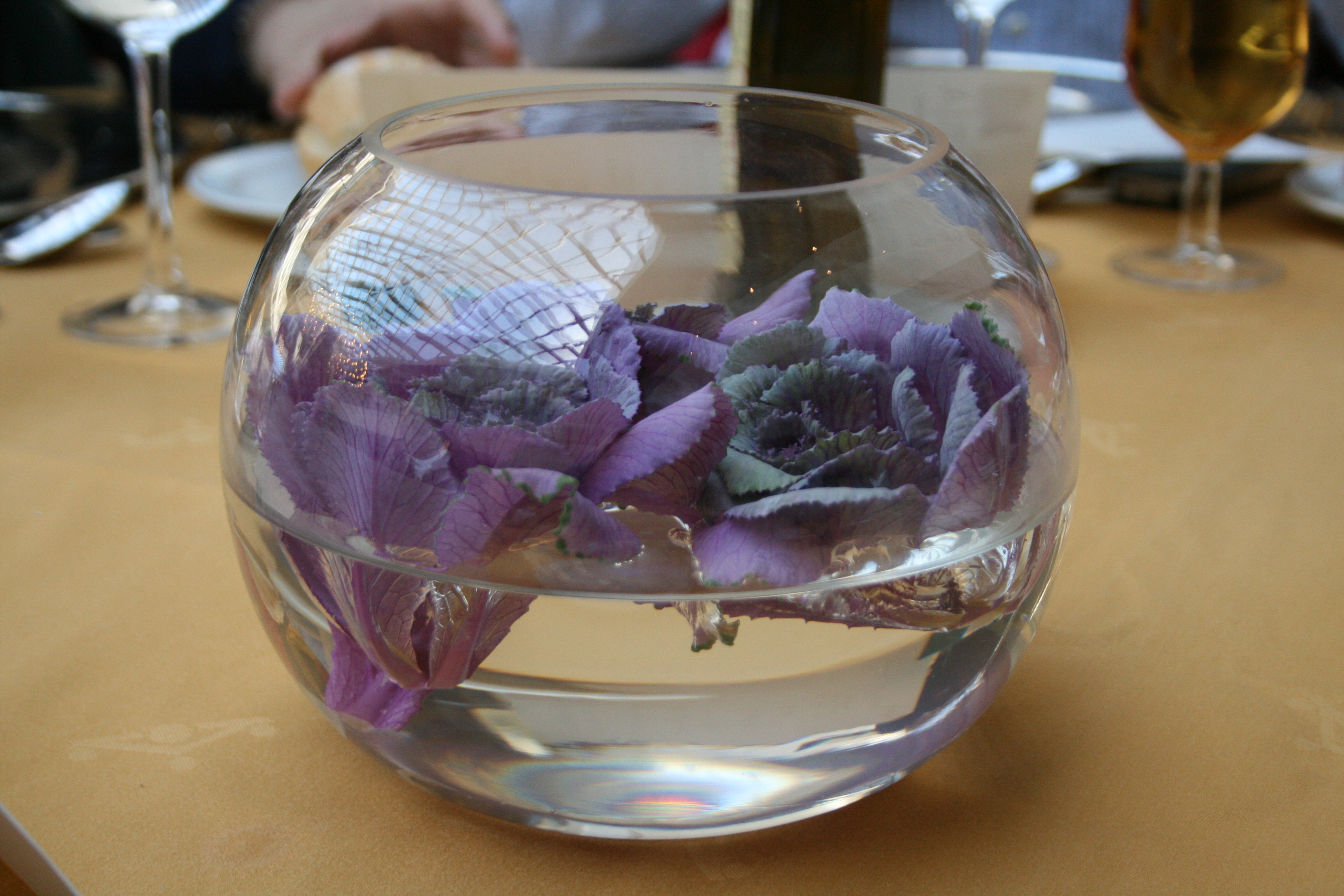
Centro de mesa

Como norma general, los centros no deben impedir la vista ni la conversación con el resto de comensales por lo que no deben ser demasiado altos o voluminosos. Si están compuestos por elementos naturales, estos no deben desprender olores que se puedan confundir con los de la comida. Además, podrían molestar a los comensales. Su tamaño y forma han de ser proporcionales a los de la mesa. En este sentido, se aconsejan los centros con formas alargadas para las mesas rectangulares y los redondos para las mesas de configuración redonda. 
El centro se coloca antes de comenzar la comida y se mantiene en su sitio hasta que esta ha finalizado. Al ser un elemento decorativo, no se considera adecuado desmontarlo cogiendo alguno de los elementos que lo componen como flores o ramas. Tampoco, llevárselo al acabar la comida, ni siquiera si se trata de un banquete de celebración. 